# Guibaré
Pour le département et la commune rurale, voir Guibaré (département).
Guibaré est un village du département et la commune rurale de Guibaré, situé dans la province du Bam et la région du Centre-Nord au Burkina Faso.

## Population
Lors du recensement de 2006, on y a dénombré 2 874 habitants.

## Transport

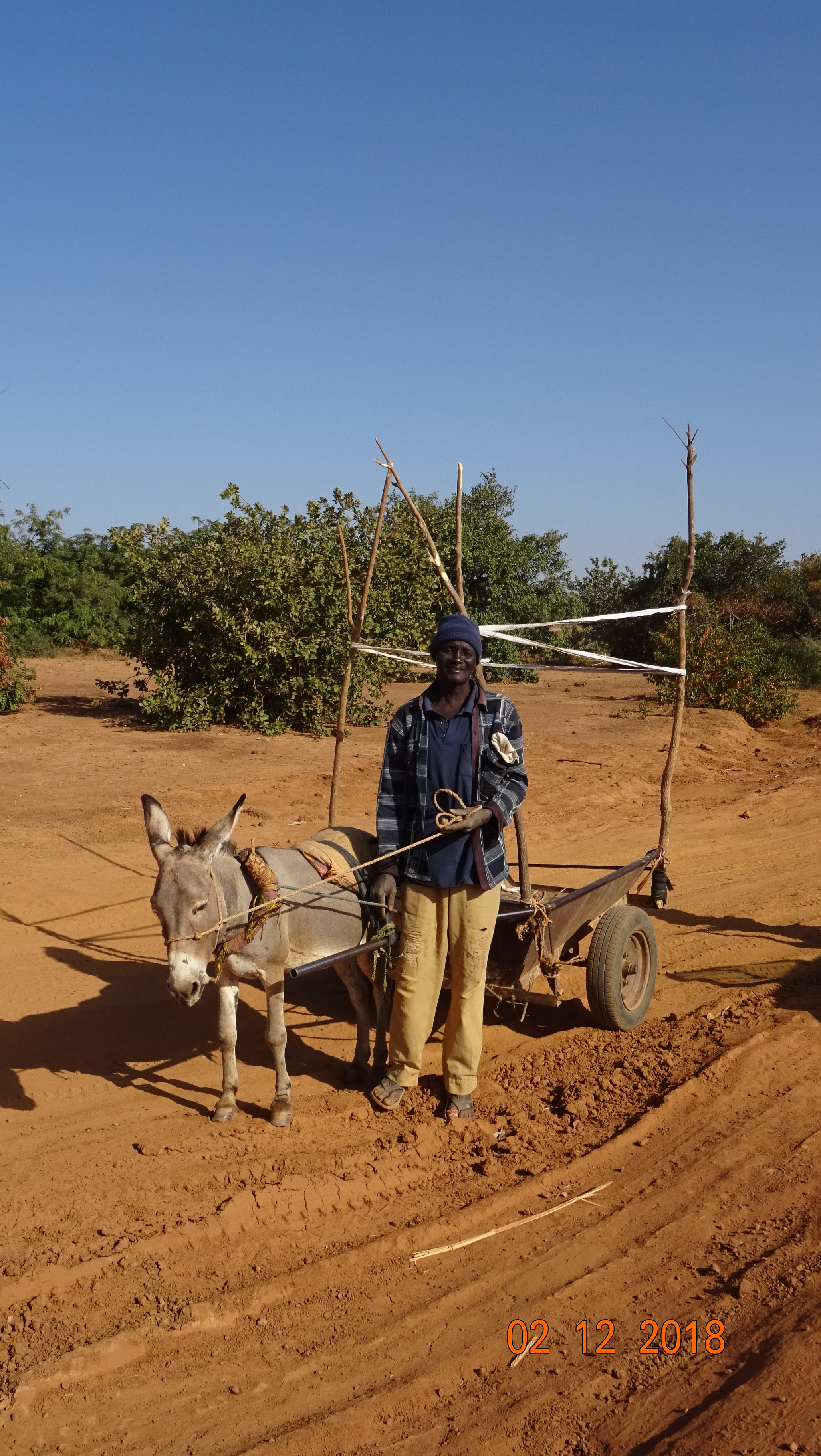
Charrette tirée par un âne.
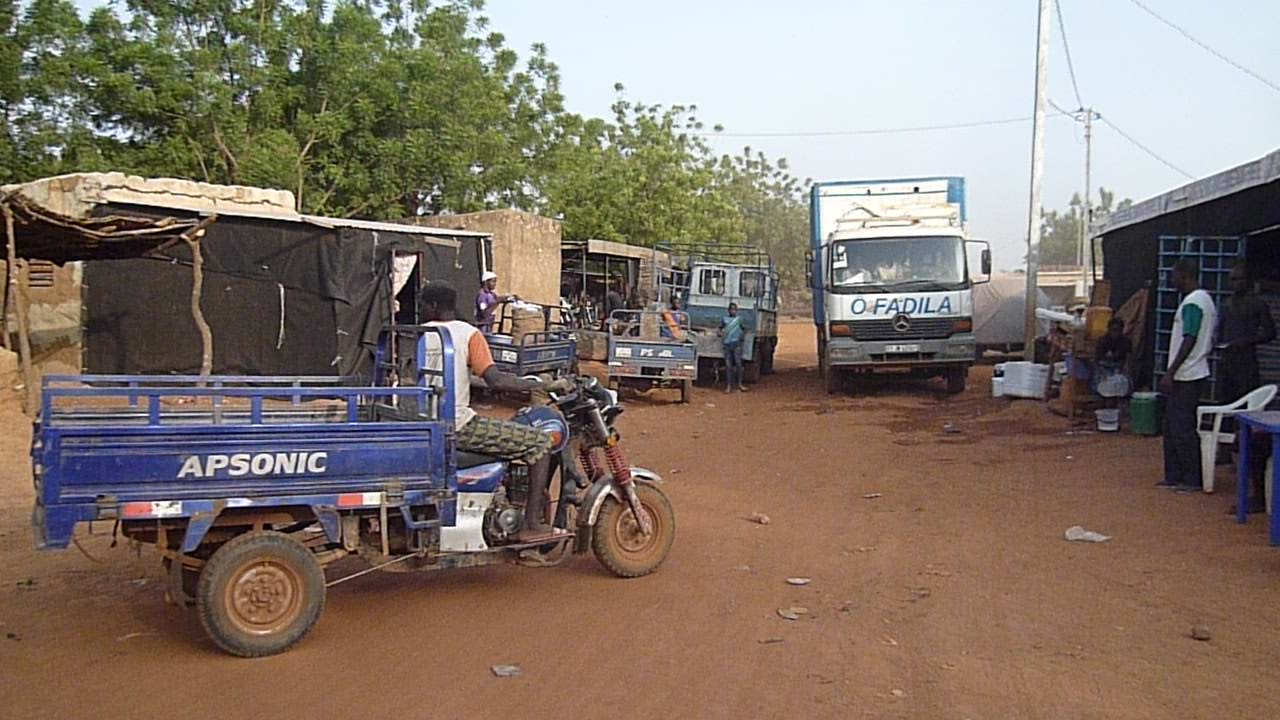
Triporteur et camion.
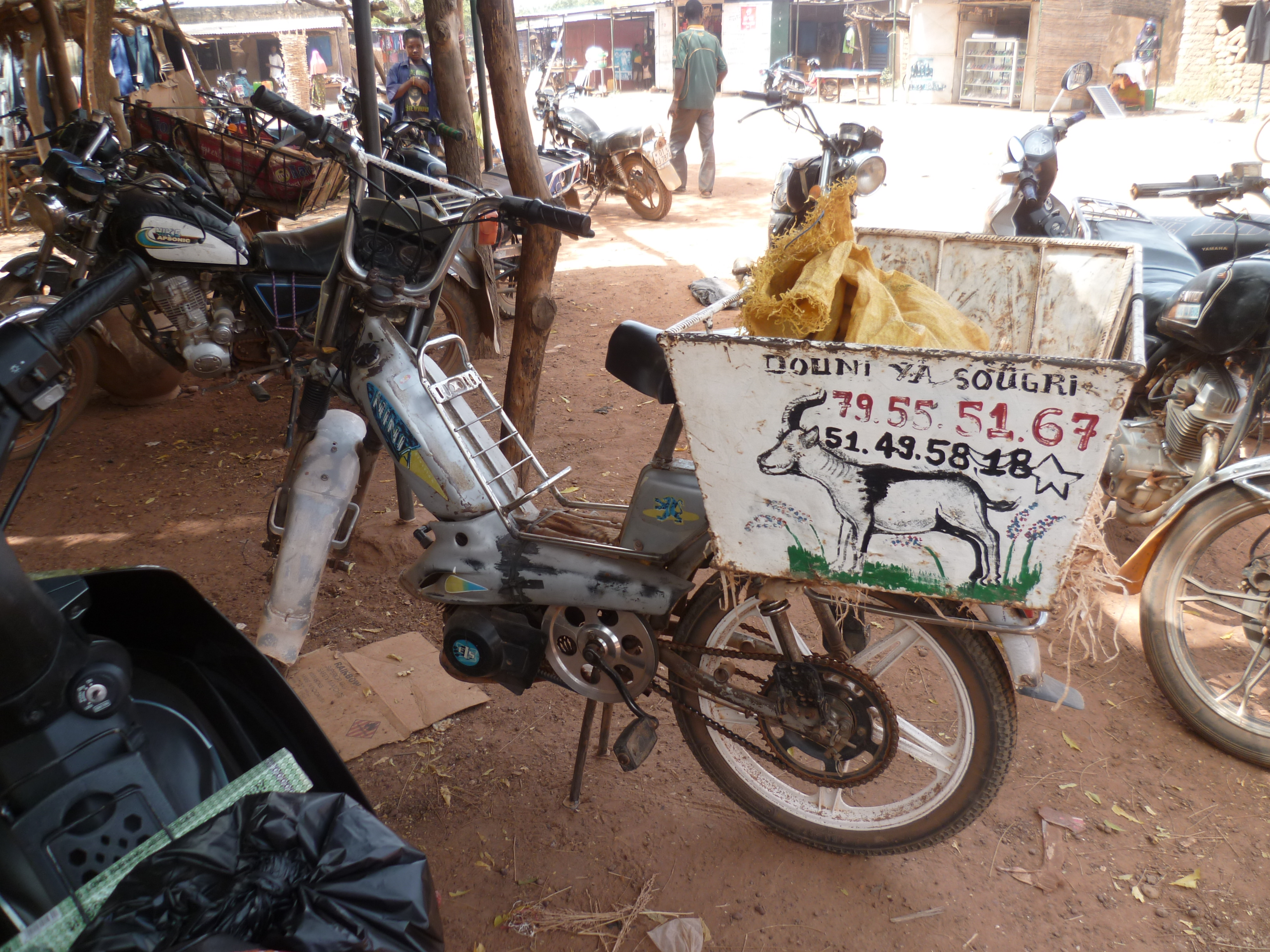
Mobylette de transport.
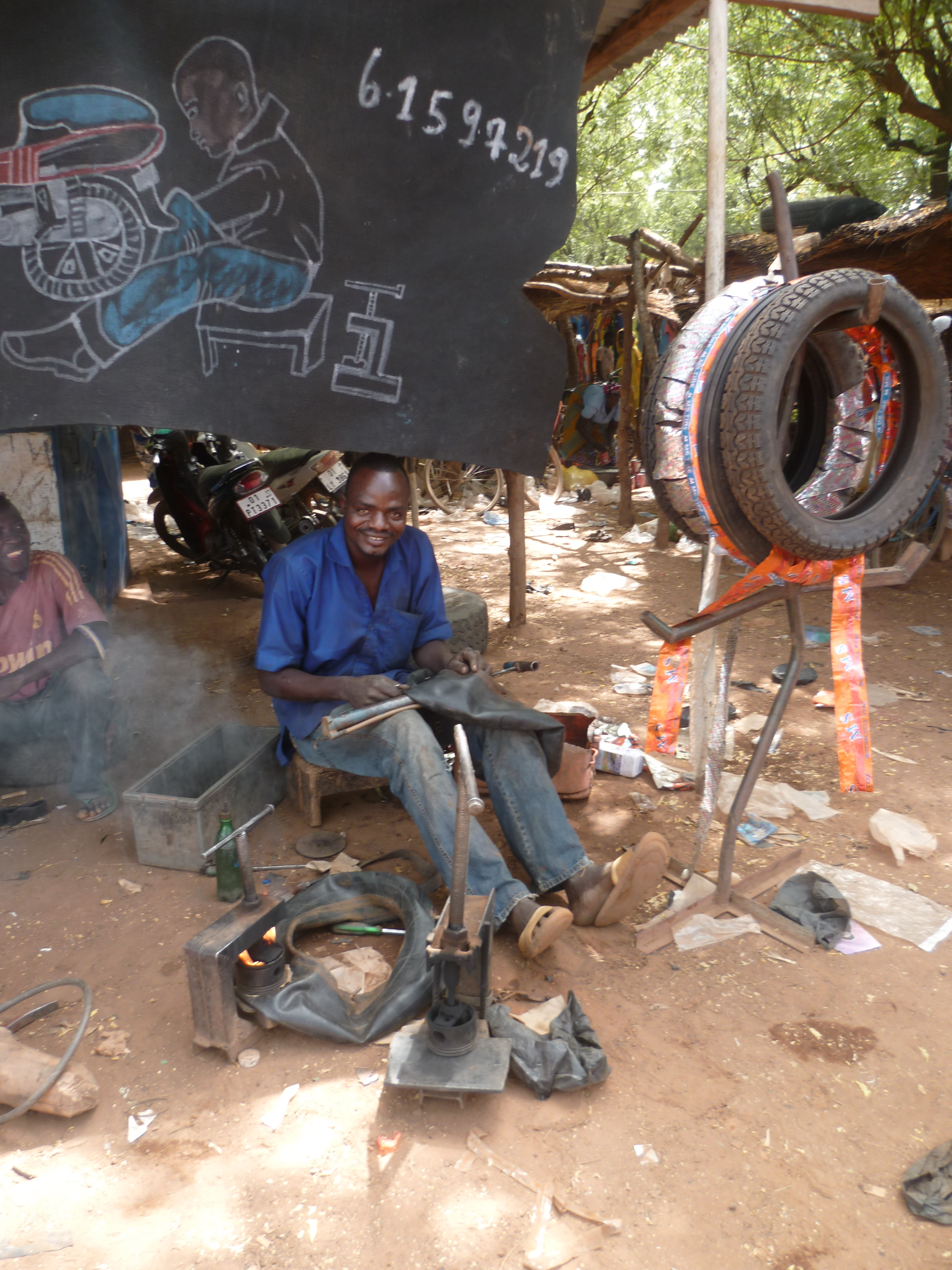
Atelier de vulcanisation.
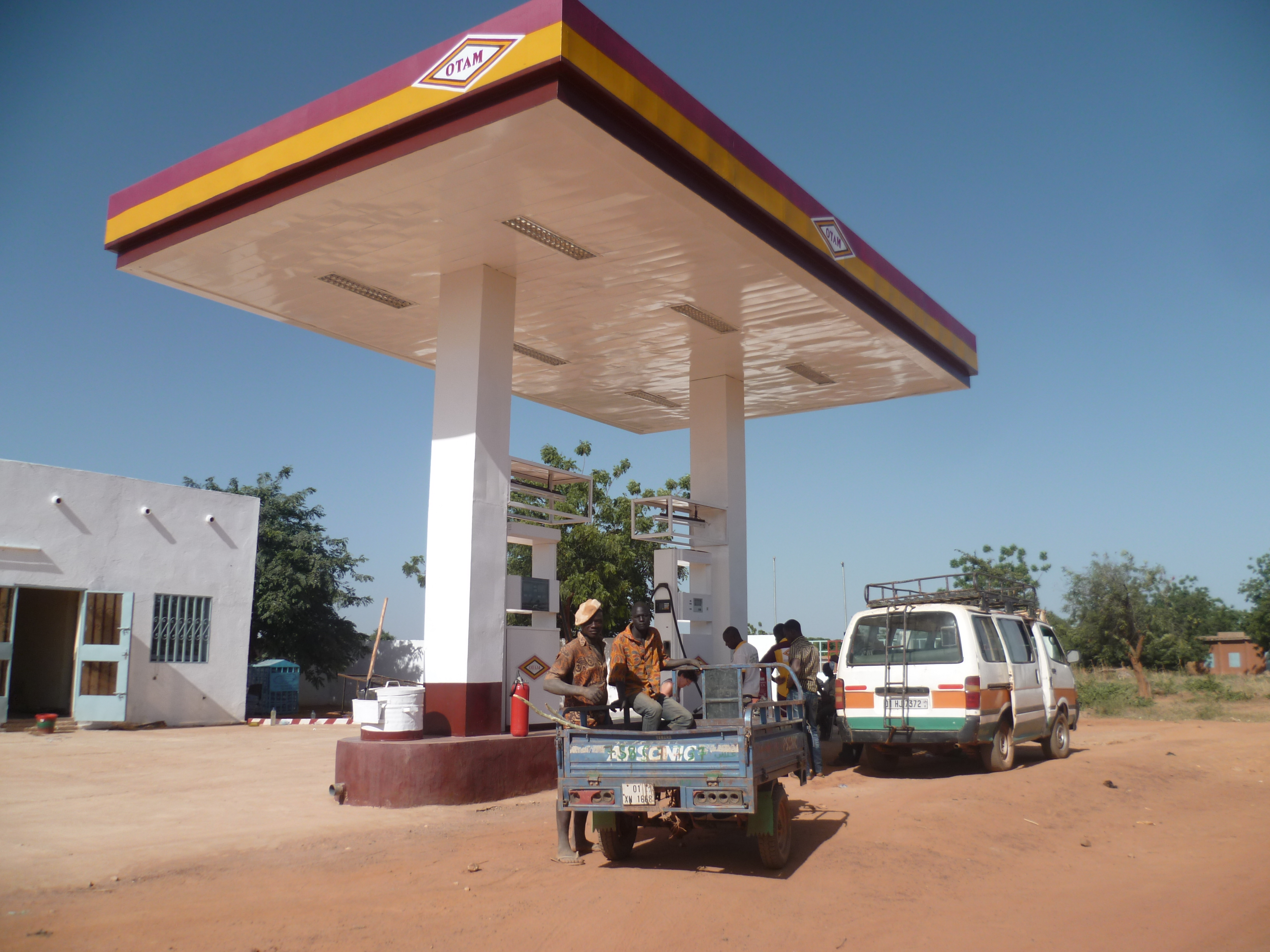
Station-service.